# Petronilla Melusina von der Schulenburg
Petronilla Melusina von der Schulenburg (Hanôver, 1 de abril de 1693 – Isleworth, 16 de setembro de 1778) foi uma nobre alemã que deteve os títulos do Pariato da Grã-Bretanha de condessa de Walsingham e baronesa Aldborough em direito próprio. Uma filha ilegítima do rei Jorge I da Grã-Bretanha, ela foi casada com Philip Stanhope, 4.º Conde de Chesterfield.

## Família
Petronilla Melusina foi a segunda filha nascida do rei Jorge I da Grã-Bretanha e de sua amante alemã, Melusine von der Schulenburg, a duquesa de Kendal. 
Os seus avós paternos eram Ernesto Augusto, Eleitor de Hanôver e Sofia de Hanôver. Os seus avós maternos eram Gustavus Adolphus, Barão de Schulenberg, conselheiro particular do Eleitorado de Brandemburgo, e sua primeira esposa, Petronella Ottilie von Schwencken.
Ela teve duas irmãs: Anna Luise Sophie, condessa de Delitz, casada com Ernst August Philipp von dem Busshe-Ippenburg, e Margarethe Gertrud, primeira esposa de Alberto Wolfgang, conde de Eschaumburgo-Lipa.
Os seus dois meio-irmãos foram o rei Jorge II da Grã-Bretanha e Sofia Doroteia de Hanôver, rainha da Prússia como esposa de Frederico Guilherme I da Prússia, pais de Frederico, o Grande.

## Biografia
Melusina e sua irmã mais velha, Anna Luise Sophie, nunca foram reconhecidas como filhas pelos pais biológicos, tendo sido oficialmente reconhecidas como filhas da tia materna, Gertrud, e de seu marido, Friedrich Achaz. Já a irmã mais nova, Margarethe Gertrud, foi tida como filha de outra irmã, Sophia Juliane von Oeynhausen. Apesar de terem sido registradas como filhas de duas das irmãs de duquesa de Kendal, as garotas permaneceram sob os cuidados da mãe, e foram criadas na corte. 
No dia 7 de abril de 1722, alguns dias depois do seu aniversário de 29 anos, Melusina recebeu os títulos vitalícios de Condessa de Walsingham, no condado de Norfolk, e de Baronesa de Aldborough, no condado de Suffolk.

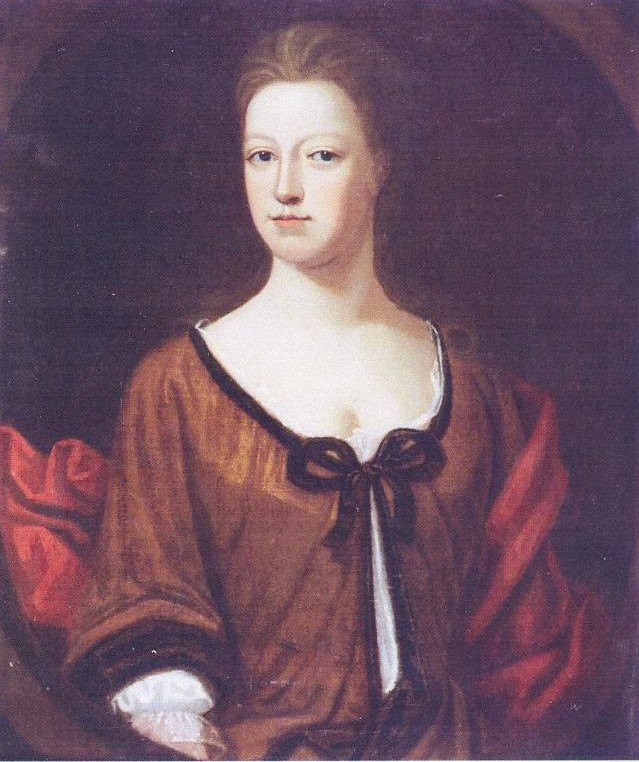
Melusina pintada entre 1720 a 1730, por um artista inglês desconhecido, em retrato presente no Castelo de Neumühle.

Após a morte do pai, em 11 de junho de 1727, ela passou a viver, na maior parte do tempo, em Kendal House, em Isleworth, com a mãe. Segundo Robert Walpole, Melusina tinha se casado secretamente quando era jovem, porém, quando conheceu o seu futuro marido, Philip Stanhope, 4.º Conde de Chesterfield, ela residia com a mãe em Grosvenor Square, numa casa ao lado da dele. No Palácio de Kensington, a duquesa de Kendal tinha um apartamento de três andares de frente para os jardins, além de apartamentos no Palácio de St. James, onde residia com as filhas.
Em Isleworth, no dia 14 de maio de 1733, aos 40 anos de idade, Melusina se casou com o conde de Chesterfield, de 38 anos. Ele era filho de Philip Stanhope, 3.º Conde de Chesterfield e de Elizabeth Savile. Philip era um político do Partido Whig. O grande dote que ela trouxe consigo era de £50.000, além de uma pensão anual de £3.000 dos pais, retirada da Lista Civil de Rendas da Irlanda. Portanto, ela ajudou a melhorar em muito a condição financeira do marido, que possuía dívidas de jogos de apostas antes do casamento.
Mesmo após estarem oficialmente casados, Melusina e Philip continuaram a morar em suas respectivas casas vizinhas, sem dividir uma residência. O conde tomou como amante Frances ou Fanny Shirley, conhecida como uma beldade, com quem ele manteve um longo relacionamento. Ele também teve um filho ilegítimo com Madelina Elizabeth du Bouchet, também chamado Philip, que foi casado com Eugenia Peters.
O casal não teve filhos, porém, segundo cartas de família, é possível que a condessa de Walsingham tenha sido a mãe de Benedict Swingate Calvert, um político e Lealista durante a Guerra de Independência dos Estados Unidos, através de um relacionamento extraconjugal com o pai de Benedict, Charles Carvelt, 5.º Barão de Baltimore, colônio proprietário da Província de Maryland. A identidade de sua mãe não é conhecida, e ele era considerado ilegítimo.
O conde de Chesterfield morreu em 1773, aos 78 anos, e foi sucedido pelo primo e afilhado, o 5.º conde, que ele havia adotado como filho. A condessa viúva viveu por mais alguns anos, e faleceu no dia 16 de setembro de 1778, aos 85 anos, e foi enterrada na Capela de Grosvenor, em Londres.